# Карстолово (Волосовський район)
Карстолово (рос. Карстолово) — присілок у Волосовському районі Ленінградської області Російської Федерації.
Населення становить 4 особи. Належить до муніципального утворення Бегуницьке сільське поселення.

## Історія
Від 1 серпня 1927 року належить до Ленінградської області.

## Населення
| 1838 | 1848 | 1862 | 1885 | 1940 | 1965 | 1997 |
| ---- | ---- | ---- | ---- | ---- | ---- | ---- |
| 97   | ↗114 | ↘92  | ↗121 | ↘102 | ↘57  | ↘10  |
| 2007 | 2010 | 2017 |      |      |      |      |
| ↘9   | ↗15  | ↘4   |      |      |      |      |